# Eddy Pieters Graafland

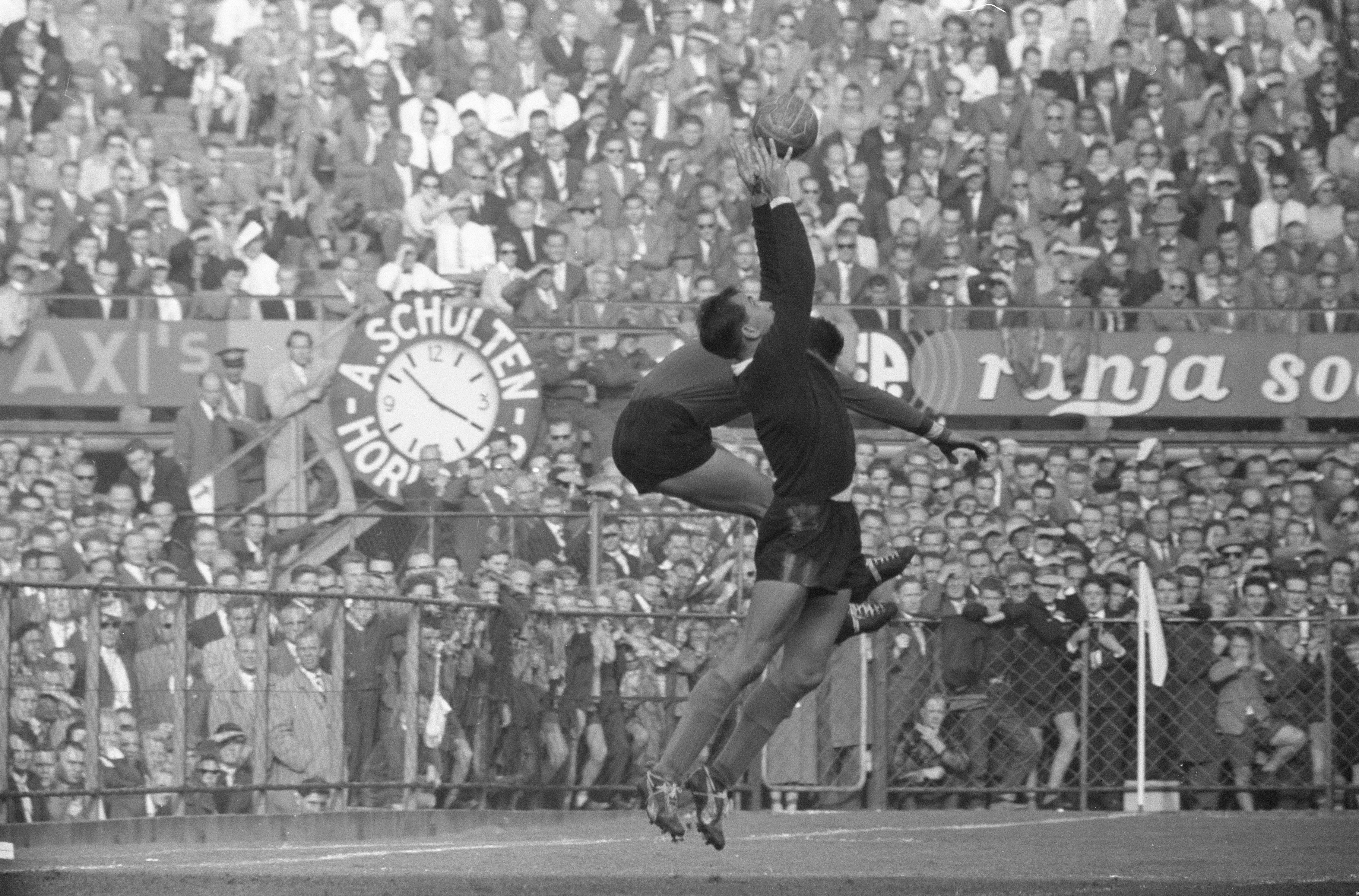
Eddy Pieters Graafland in actie in 1959 in de interland tegen België.

Eddy Laurens Pieters Graafland (Amsterdam, 5 januari 1934 – Barendrecht, 28 april 2020) was een Nederlands doelverdediger. Als profvoetballer verdedigde hij het doel van Ajax, Feyenoord en het Nederlands elftal. In 1970, in zijn laatste wedstrijd als prof, won hij met Feyenoord de Europacup I-finale. In totaal stond hij 47 keer in het nationale voetbalelftal. Zijn bijnaam was, naar zijn afgekorte achternaam, Eddy PG. Als specialiteit had hij het keren van strafschoppen. Hiertoe hield hij in een notitieboekje van alle potentiële strafschopnemers de favoriete hoeken bij.

## Biografie
Op zijn elfde werd hij lid van Ajax (twaalf was de minimumleeftijd, maar zijn vader was bestuurslid, waardoor hij voorrang kreeg). Op zijn zeventiende (1951) debuteerde hij in het eerste van Ajax. Midden jaren vijftig vervulde Pieters Graafland zijn dienstplicht in Arnhem. Vanaf dat moment trainde hij een jaar mee met het eerste van Vitesse. Na zijn militaire diensttijd keerde hij weer terug naar Amsterdam. Op 28 april 1957 debuteerde Pieters Graafland in het Nederlands voetbalelftal in het Olympisch Stadion tegen België (1-1).
In 1958 vertrok hij naar Feyenoord voor het toentertijd recordbedrag van 134.000 gulden. Zijn grootste succes als clubspeler beleefde hij in 1970. Dat seizoen was hij door Feyenoord-trainer Ernst Happel als eerste keeper gepasseerd en vervangen door Eddy Treijtel. Voor de Europacup I-finale tegen Celtic deed Happel toch een beroep op hem. Aanvankelijk voelde Pieters Graafland er niets voor om deze wedstrijd te spelen: "Je hebt me het hele seizoen niet zien staan. Ik doe het niet", was zijn eerste reactie. Op dit besluit kwam hij later terug en mede dankzij zijn keeperswerk won Feyenoord de finale met 2-1. Het was zijn laatste officiële wedstrijd in het betaald voetbal.
Na zijn spelersloopbaan begon hij een handel in promotie- en relatiegeschenken. Pieters Graafland had als hobby het maken van amateurfilmbeelden. Van de films die hij tijdens zijn sportieve loopbaan maakte, werden geregeld delen uitgezonden in diverse sportprogramma's op televisie. Zo heeft hij de beelden geschoten van de Touroverwinning van Jan Janssen in 1968. In 1999 was hij de derde Nederlandse doelverdediger (na Hans van Breukelen en Edwin van der Sar) in de door de IFFHS georganiseerde verkiezing van Europese doelman van de twintigste eeuw.
Hij was ridder in de Orde van Oranje-Nassau. In 2017 vierden hij en zijn vrouw Teddy hun diamanten huwelijk.
Pieters Graafland overleed op 28 april 2020 op 86-jarige leeftijd.

## Erelijst
| Competitie                        |        |                        |      |      |
| Competitie                        | Aantal | Jaren                  |      |      |
| Ajax                              | Ajax   | Ajax                   | Ajax | Ajax |
| --------------------------------- | ------ | ---------------------- | ---- | ---- |
| Eredivisie                        | 1x     | 1956/57                |      |      |
| Feyenoord                         |        |                        |      |      |
| Internationaal                    |        |                        |      |      |
| Europacup I                       | 1x     | 1969/70                |      |      |
| Vriendschapsbeker / Intertoto Cup | 3x     | 1958, 1959, 1968       |      |      |
| Nationaal                         |        |                        |      |      |
| Eredivisie                        | 4x     | 1961, 1962, 1965, 1969 |      |      |
| KNVB beker                        | 2x     | 1965, 1969             |      |      |

## Trivia
- Eddy Pieters Graafland was ridder in de Orde van Oranje-Nassau.
- In 1962 kwam de Eddy Pieters Graafland-fanclub op het idee om een verkiezing van de beste voetballer van het jaar te organiseren; tot 1975 werd deze onderscheiden met de Eddy PG-trofee.